# الأحلام السعيدة (مصنوعة من هذا)

الأحلام السعيدة (مصنوعة من هذا) (بالإنجليزية: Sweet Dreams (Are Made of This)) أغنية للثنائي «إيورثميكس Eurythmics» (آني لينوكس وديف ستيوارت) من نوع موسيقى الموجة البريطانية الجديدة، وهي الأغنية الرئيسية لألبومهم الذي يحمل نفس العنوان. صدرت كأغنية رابعة وأخيرة من الألبوم في أوائل عام 1983، وحققت نجاحًا كبيرًا، مما أدى إلى تثبيت مكانة الثنائي في جميع أنحاء العالم. ساعد الفيديو الموسيقي الخاص بها في دفع الأغنية إلى المركز الثاني على قائمة الأغاني الفردية في المملكة المتحدة، والمركز الأول في الولايات المتحدة، على قائمة بيلبورد هوت 100، وكانت أول أغنية تصدر للفريق في الولايات المتحدة.
صنفت مجلة رولينج ستون الأغنية على قائمة «أفضل 500 أغنية في كل العصور» عام 2003، حيث احتلت المركز 356، وفي عام 2020، دخلت الأغنية إلى قاعة مشاهير جرامي. يقوم الثنائي بأداء الأغنية بانتظام في جميع عروضهم الحية منذ عام 1982، وغالبًا ما تؤديها مغنية الثنائي «آني لينوكس» في جولاتها المنفردة.
أعيد مزج الأغنية في عام 1991، تم إصدارها للترويج لألبوم «أكبر صرعات فريق إيورثميكس»، لتصعد بشكلها الجديد إلى المركز 48 في المملكة المتحدة،  وكانت أيضًا نجاحًا معتدلًا في نوادي الرقص. صدر شكل آخر للأغنية (ريمكس لستيف أنجيلو) في فرنسا في عام 2006، لتبلغ ذروتها في المرتبة العاشرة. تم تحميل الفيديو الموسيقي على موقع اليوتيوب في عام 2010، ليحصد أكثر من 540 مليون مشاهدة

## تكوين الأغنية
أنتهت آني لينوكس وديف ستيوارت من وضع الأغنية، والتفت لينوكس وقالت: «ما هذا بحق الجحيم؟» وبدأت العزف على آلة موسيقية أخرى، وخرجت بدايات الأغنية من التجارب العديدة. عكست الكلمات الوقت غير السعيد بعد تفكك فريق الثنائي القديم «توريستس»، وقالت لينوكس: «شعرت أنهم في عالم الأحلام، وأن كل ما كانوا يلاحقونهم لن يحدث أبدًا»، ووصفت الأغنية بقولها: «انظر إلينا.. هل يمكن ان تسوء احوالنا أكثر من هذا؟» وأضافت «كنت أشعر بضعف شديد... كانت الأغنية تعبيرا عما شعرت به: يأس واحساس بالعدم»، ومع ذلك، اعتقد ستيوارت أن كلمات الأغنية محبطة للغاية وأضاف سطر «ارفع رأسك لأعلى، وانتقل إلى الأمام» لجعلها أكثر رفعًا، وتعليقًا على السطر «يريد البعض منهم استخدامك... البعض منهم يريدون ان تستخدمهم»، قالت لينوكس: «يعتقد الناس أن الأمر يتعلق بالجنس، ولا يتعلق الأمر بذلك على الإطلاق».

## الأغنية على القوائم حول العالم
احتلت الأغنية المركز الأول في: كندا – فرنسا – الولايات المتحدة.
احتلت المركز الثاني في: بلجيكا – ايرلندا – نيوزيلاندا – إسبانيا – المملكة المتحدة
ظهرت على قوائم عديدة ومراكز مختلفة في: أستراليا – النمسا – هولندا – بولندا – جنوب أفريقيا – سويسرا – ألمانيا.
حصلت على الشهادة البلاتينية في الدنمارك – إيطاليا – المملكة المتحدة.
حصلت على الأسطوانة الذهبية في كندا – الولايات المتحدة.

## نسخ مختلفة للأغنية
قام 181 فنان وفريق بتقديم نسخهم الخاصة من أغنية «الأحلام السعيدة» كان أبرزها:
نسخة مغني الراب الأمريكي السويدي «سوينج» مع المغني النيجيري السويدي «دكتور البان» Swing feat. Dr. Alban في عام 1995.
نسخة فريق الروك الأمريكي «مارلين مانسون» في عام 1995.

## كلمات الأغنية
الأحلام السعيدة مصنوعة من هذا Sweet dreams are made of this
من أنا لأرفض ذلك؟ Who am I to disagree
أسافر حول العالم I travel the world
والبحار السبعة And the seven seas
الجميع يبحث عن شيء ما Everybody's looking for something
بعضهم يريدون أن يستغلونك Some of them want to use you
البعض منهم يريد أن تستغله Some of them want to get used by you
بعضهم يريد أن يسيء إليك Some of them want to abuse you
بعضهم يريد أن يتعرض لإساءتك Some of them want to be abused
الأحلام السعيدة مصنوعة من هذا Sweet dreams are made of this
ارفع رأسك Hold your head up
ابق رأسك مرفوعا، تحرك Keep your head up, movin' on
ارفع رأسك، وتحرك Hold your head up, movin' on
الأحلام السعيدة مصنوعة من هذا Sweet dreams are made of this

## وصلات خارجية
https://www.songfacts.com/facts/eurythmics/sweet-dreams-are-made-of-this الأحلام السعيدة (مصنوعة من هذا)
https://secondhandsongs.com/work/652 الأحلام السعيدة (مصنوعة من هذا)
https://www.discogs.com/master/51999 الأحلام السعيدة (مصنوعة من هذا)
https://www.imdb.com/title/tt0185371/soundtrack الأحلام السعيدة (مصنوعة من هذا)
https://www.youtube.com/watch?v=qeMFqkcPYcg الأحلام السعيدة (مصنوعة من هذا)